# Équipe de Croatie masculine de basket-ball
Cet article traite de l'équipe masculine. Pour l'équipe féminine, voir Équipe de Croatie féminine de basket-ball.
Maillots
L'équipe de Croatie masculine de basket-ball (croate : Hrvatska košarkaška reprezentacija)  est l'équipe nationale qui représente la Croatie dans les compétitions internationales masculine de basket-ball. Elle est placée sous l'égide de la Fédération de Croatie de basket-ball (HKS). L'équipe est affiliée à la FIBA depuis 1992. Son surnom est "Kockasti", ce qui signifie « À carreaux ».
La Croatie dispute sa première grande compétition internationale lors des Jeux olympiques de 1992 à Barcelone où elle a atteint la finale contre les États-Unis et remporté la médaille d'argent. Auparavant, et avant l'éclatement de l'ex-Yougoslavie, les joueurs croates portaient les couleurs de la Yougoslavie. Depuis la guerre d'indépendance en 1991, la sélection a participé à quatre Olympiades, trois coupe du monde et quatorze championnats d'Europe.
Les Croates Krešimir Ćosić, Dražen Petrović, Dino Rađa, Mirko Novosel et Toni Kukoč sont membres du Naismith Memorial Basketball Hall of Fame. Ćosić a été intronisé en 1996, Petrović en 2002, Rađa en 2018 et Kukoč en 2021, tous en tant que joueurs. Novosel a été intronisé entraîneur en 2007. Petrović, Ćosić, Kukoč et Novosel sont membres du Temple de la renommée de la FIBA. Ćosić est également le seul Croate à avoir reçu l'Ordre du mérite de la FIBA. Ćosić, cependant, n'a jamais joué pour l'équipe nationale de Croatie. Il n'était membre que de l'équipe nationale de Yougoslavie, détenant le record du nombre de médailles (dont l'or olympique) et du plus grand nombre de matchs joués par un joueur.

## Histoire

### Avant l'indépendance de la Croatie (1964)
Avant l'indépendance, une formation composée uniquement de joueurs croates affronte une sélection américaine le 2 juin 1964 lors d'un match amical non officiel.
L'équipe américaine est entraînée par Red Auerbach et composée notamment de Bill Russell, Bob Cousy ou encore Oscar Robertson tandis que l'équipe croate aligne Josip Đerđa, Mirko Novosel et Petar Skansi entre autres.

### Indépendance de la Croatie (1992-1996)
L'équipe nationale de basket-ball sert de vecteur pour affirmer l'indépendance du pays sur la scène internationale. Pour sa première compétition, la Croatie de Dražen Petrović, Toni Kukoč et Dino Rađa dispute les Jeux olympiques de 1992 à Barcelone. Après avoir battu l'équipe unifiée de la CEI (ex-URSS) 75 à 74, la sélection dispute le titre olympique face à la Dream Team.  Battue 117 à 85 par la sélection américaine, elle remporte la médaille d'argent, premier titre de la Croatie dans un tournoi majeur.
La Croatie participe naturellement à l'EuroBasket 1993 mais perd son joueur phare Dražen Petrović dans un accident de voiture le 7 juin 1993. Malgré cela, la sélection aux damiers remporte la médaille de bronze en battant la Grèce 99 à 59 en petite finale.
L'équipe obtient un résultat similaire lors du mondial 1994 en battant à nouveau la Grèce 78 à 60 pour le bronze puis l'année suivante à l'EuroBasket 1995, toujours face aux grecs et pour la médaille de bronze (73-68). La sélection participe aux Jeux olympiques de 1996 à Atlanta mais ne termine que sixième de la compétition.

### Le déclin (1997-)
À partir de l'EuroBasket 1997 en Espagne, c'est une nouvelle génération de joueurs croates qui joue en sélection. Elle ne finit que onzième du tournoi. Les résultats qui suivent se révèlent insuffisants pour se qualifier pour les Jeux olympiques ou les championnats du monde jusqu'à l'EuroBasket 2007, à nouveau en Espagne, où l'équipe termine sixième et se qualifie pour les Jeux olympiques de 2008 à Pékin. Elle y termine sixième, tout comme à l'EuroBasket 2009. Elle se classe quatorzième lors du championnat du monde 2010 et se classe difficilement treizième lors de l'EuroBasket suivant, manquant du même coup sa qualification pour les Jeux olympiques de 2012 à Londres.
L'équipe croate est qualifiée pour le prochain EuroBasket 2013 en Slovénie.

## Résultats

### Palmarès
| Compétitions mondiales                                                     | Compétitions continentales               | Autres compétitions |
| -------------------------------------------------------------------------- | ---------------------------------------- | --- |
| - Jeux olympiques - Finaliste en 1992 - Coupe du monde - Troisième en 1994 | - EuroBasket - Troisième en 1993 et 1995 | - Jeux méditerranéens (1) - Vainqueur en 2009 - Finaliste en 1993 - Coupe Stanković (2) - Vainqueur en 2018 et 2019 - Finaliste en 2017 |

### Parcours en compétitions internationales

#### Jeux olympiques
| Année | Position                 |      | Année                    | Position     |               | Année | Position |
| 1936  | Membre de la Yougoslavie | 1976 | Membre de la Yougoslavie | 2008         | 7e            |       |          |
| 1948  | Membre de la Yougoslavie | 1980 | Membre de la Yougoslavie | 2012         | Non qualifiée |       |          |
| 1952  | Membre de la Yougoslavie | 1984 | Membre de la Yougoslavie | 2016         | 5e            |       |          |
| 1956  | Membre de la Yougoslavie | 1988 | Membre de la Yougoslavie | 2020         | Non qualifiée |       |          |
| 1960  | Membre de la Yougoslavie | 1992 | Finaliste                | 2024         | Non qualifiée |       |          |
| 1964  | Membre de la Yougoslavie | 1996 | 7e                       | 2028         | -             |       |          |
| 1968  | Membre de la Yougoslavie | 2000 | Non qualifiée            | 2032         | -             |       |          |
| 1972  | Membre de la Yougoslavie | 2004 | Non qualifiée            | Pays inconnu | -             |       |          |

#### Coupe du monde
| Année | Position                 |      | Année                    | Position |               | Année | Position |
| 1950  | Membre de la Yougoslavie | 1978 | Membre de la Yougoslavie | 2006     | Non qualifiée |       |          |
| 1954  | Membre de la Yougoslavie | 1982 | Membre de la Yougoslavie | 2010     | 14e           |       |          |
| 1959  | Membre de la Yougoslavie | 1986 | Membre de la Yougoslavie | 2014     | 10e           |       |          |
| 1963  | Membre de la Yougoslavie | 1990 | Membre de la Yougoslavie | 2019     | Non qualifiée |       |          |
| 1967  | Membre de la Yougoslavie | 1994 | Troisième                | 2023     | Non qualifiée |       |          |
| 1970  | Membre de la Yougoslavie | 1998 | Non qualifiée            | 2027     | -             |       |          |
| 1974  | Membre de la Yougoslavie | 2002 | Non qualifiée            | 2031     | -             |       |          |

#### EuroBasket
| Année | Position                 |      | Année                    | Position     |               | Année | Position |
| 1935  | Membre de la Yougoslavie | 1969 | Membre de la Yougoslavie | 1999         | 11e           |       |          |
| 1937  | Membre de la Yougoslavie | 1971 | Membre de la Yougoslavie | 2001         | 7e            |       |          |
| 1939  | Membre de la Yougoslavie | 1973 | Membre de la Yougoslavie | 2003         | 11e           |       |          |
| 1946  | Membre de la Yougoslavie | 1975 | Membre de la Yougoslavie | 2005         | 7e            |       |          |
| 1947  | Membre de la Yougoslavie | 1977 | Membre de la Yougoslavie | 2007         | 6e            |       |          |
| 1949  | Membre de la Yougoslavie | 1979 | Membre de la Yougoslavie | 2009         | 6e            |       |          |
| 1951  | Membre de la Yougoslavie | 1981 | Membre de la Yougoslavie | 2011         | 13e           |       |          |
| 1953  | Membre de la Yougoslavie | 1983 | Membre de la Yougoslavie | 2013         | 4e            |       |          |
| 1955  | Membre de la Yougoslavie | 1985 | Membre de la Yougoslavie | 2015         | 9e            |       |          |
| 1957  | Membre de la Yougoslavie | 1987 | Membre de la Yougoslavie | 2017         | 10e           |       |          |
| 1959  | Membre de la Yougoslavie | 1989 | Membre de la Yougoslavie | 2022         | 12e           |       |          |
| 1961  | Membre de la Yougoslavie | 1991 | Membre de la Yougoslavie | 2025         | Non qualifiée |       |          |
| 1963  | Membre de la Yougoslavie | 1993 | Troisième                | 2029         | -             |       |          |
| 1965  | Membre de la Yougoslavie | 1995 | Troisième                | Pays inconnu | -             |       |          |
| 1967  | Membre de la Yougoslavie | 1997 | 11e                      | Pays inconnu | -             |       |          |

## Personnalités historiques de l'équipe de Croatie

### Joueurs
| Sous le maillot croate - Dražen Petrović - Toni Kukoč - Dino Rađa - Velimir Perasović - Nikola Vujčić | Sous le maillot yougoslave - Krešimir Ćosić - Petar Skansi - Željko Jerkov - Andro Knego - Zdravko Radulović |

## Équipe actuelle
Effectif lors du Championnat d'Europe masculin de basket-ball 2022.
| Numéro | Joueur           | Poste | Naissance        | Taille | Club 2021-2022          |
| ------ | ---------------- | ----- | ---------------- | ------ | ----------------------- |
| 1      | Toni Perković    | SG    | 10 avril 1998    | 1,91 m | KK Split                |
| 3      | Jaleen Smith     | PG/SG | 24 novembre 1994 | 1,93 m | Alba Berlin             |
| 4      | Roko Prkačin     | PF    | 26 novembre 2002 | 2,06 m | Cibona Zagreb           |
| 7      | Krunoslav Simon  | SG/SF | 24 juin 1987     | 1,97 m | Anadolu Efes            |
| 8      | Mario Hezonja    | SF    | 25 février 1995  | 2,03 m | UNICS Kazan             |
| 9      | Dario Šarić      | PF    | 8 avril 1994     | 2,08 m | Suns de Phoenix         |
| 10     | Lovro Gnjidić    | PG    | 18 avril 2001    | 1,98 m | Cibona Zagreb           |
| 17     | Karlo Matković   | PF/C  | 30 mars 2001     | 2,08 m | Mega Basket             |
| 27     | Ivan Ramljak     | SF    | 9 août 1990      | 2,03 m | Śląsk Wrocław           |
| 30     | Dominik Mavra    | PG    | 15 juin 1994     | 1,95 m | KK Zadar                |
| 40     | Ivica Zubac      | C     | 18 mars 1997     | 2,16 m | Clippers de Los Angeles |
| 44     | Bojan Bogdanović | SF    | 18 avril 1989    | 2,01 m | Jazz de l'Utah          |

Sélectionneur :  Damir Mulaomerović